# Ypsolopha exsularis
Ypsolopha exsularis là một loài bướm đêm thuộc họ Ypsolophidae. Loài này có ở Nam Phi.